# Acacia nivea
Acacia nivea é uma espécie de leguminosa do gênero Acacia, pertencente à família Fabaceae.